# Aepyprymnus rufescens
Il ratto canguro rossiccio (Aepyprymnus rufescens Gray, 1837), noto anche come bettongia rossiccia, è una piccola specie della famiglia dei Potoroidi diffusa in Australia. Vive nelle regioni costiere e sub-costiere che vanno da Newcastle, nel Nuovo Galles del Sud, a Cooktown, nel Queensland; in passato si trovava anche nella valle del Fiume Murray, in Nuovo Galles del Sud e Victoria. Non è ritenuto una specie minacciata.
Il ratto canguro rossiccio è l'unico membro del suo genere ed è la specie più grande tra tutti i Potoroidi. Generalmente ha un mantello di colore grigio con riflessi bruno-rossastri e il suo nome scientifico significa infatti groppa-alta rossastra. Un tempo si riteneva fosse un animale solitario e notturno, ma recenti osservazioni indicano che possa costituire piccole associazioni poliginiche. Si nutre in gran parte di tuberi e funghi, ma anche di foglie ed altra vegetazione.
La riproduzione può avvenire in ogni periodo dell'anno, una volta che la femmina ha raggiunto la maturità. Questo avviene generalmente a 11 mesi. Il maschio la raggiunge tra i 12 e i 13. Una volta matura, la femmina è in grado di riprodursi a intervalli di tre settimane. Se la fecondazione va a buon fine, la gestazione dura meno di un mese, circa 22-24 giorni. Il piccolo, che nasce completamente sviluppato, vive all'interno del marsupio per circa 16 settimane. Lasciato il marsupio, trascorrerà con la madre le successive 7 settimane, durante le quali imparerà a nutrirsi da solo.